# رودیگر اشمیت
رودیگِر اشمیت (به آلمانی: Rüdiger Schmitt) (متولد 1 جولای 1939) زبان‌شناس و ایران‌شناس متولد شهر وورتسبورگ اهل آلمان است. وی در سال ۱۹۵۸ میلادی در دانشگاه وورتسبورگ به تحصیل در رشتهٔ زبان‌شناسی تطبیقی زبان‌های هندواروپایی، هندوایرانی، و زبان‌شناسی کلاسیک پرداخت. او در سال ۱۹۶۵ به دریافت درجهٔ دکتری نائل آمد و از سال ۱۹۶۳ به‌عنوان مدیر امور خدماتی و دستیار علمی در «انستیتوی علوم زبان‌شناسی تطبیقی هندواروپایی و هند و ایرانی» در دانشگاه زارلاند اشتغال دارد. اشمیت در سال ۱۹۷۰ استادیار، در ۱۹۷۲ دانشیار و سپس استاد دانشگاه زارلاند شد و در سال ۱۹۷۸ ازسوی دانشگاه اینسبروک عنوان استاد افتخاری به وی اهدا شد.
کتابِ راهنمای زبان‌های ایرانی که اشمیت آن را ویراستاری کرده بود، در دورهٔ بیست و سوم انتخاب کتاب سال جمهوری اسلامی ایران از طرف وزارت فرهنگ و ارشاد اسلامی، به‌عنوان کتاب سال برگزیده شد.

## آثار
- Compendium Linguarum Iranicarum (1989)
- Bemerkung zu dem sog. Gadatas-Brief (1996)
- Onomastica Iranica Platonica (1996)
- On Old Persian hypocoristics in -iya- (1997)
- Beiträge zu Altpersischen Inschriften (1999)
- Die iranischen Sprachen in Geschichte und Gegenwart (2000)
- Meno-logium Bagistano-Persepolitanum: Studien zu den altpersischen Monatsnamen und ihren elamischen Wiedergaben (2003)